# Sakuragawa
Sakuragawa (jap. 桜川市 Sakuragawa-shi) – miasto w Japonii, w prefekturze Ibaraki, na wyspie Honsiu. Ma powierzchnię 180,06 km². W 2020 r. mieszkały w nim 39 122 osoby, w 13 392 gospodarstwach domowych (w 2010 r. 45 673 osoby, w 13 606 gospodarstwach domowych).

## Historia
Miasto Sakuragawa powstało 1 października 2005 roku w wyniku połączenia miejscowości Iwase (z powiatu Nishiibaraki), Makabe oraz wioski Yamato (oba z powiatu Makabe).

## Geografia
Miasto sąsiaduje z miejscowościami:
- Prefektura Ibaraki
  - Kasama
  - Ishioka
  - Tsukuba
  - Chikusei
- Prefektura Tochigi
  - Mo’oka
  - Mashiko
  - Motegi

## Populacja
Zmiany w populacji terenu miasta w latach 1950–2020: